# Przeworsk
Przeworsk este un oraș în Polonia.